# Lordehytta
Die Lordehytta ist eine Wander- und Schutzhütte auf dem Hallingskarvet-Massiv, unweit östlich des Folarskardnuten in der Provinz Buskerud, Norwegen. Sie ist die einzige Berghütte in diesem Massiv und wurde 1880 errichtet.

## Lage und Umgebung

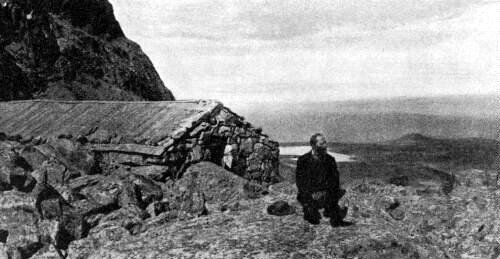
Lars Lein im Jahr 1908 vor der Lordehytta

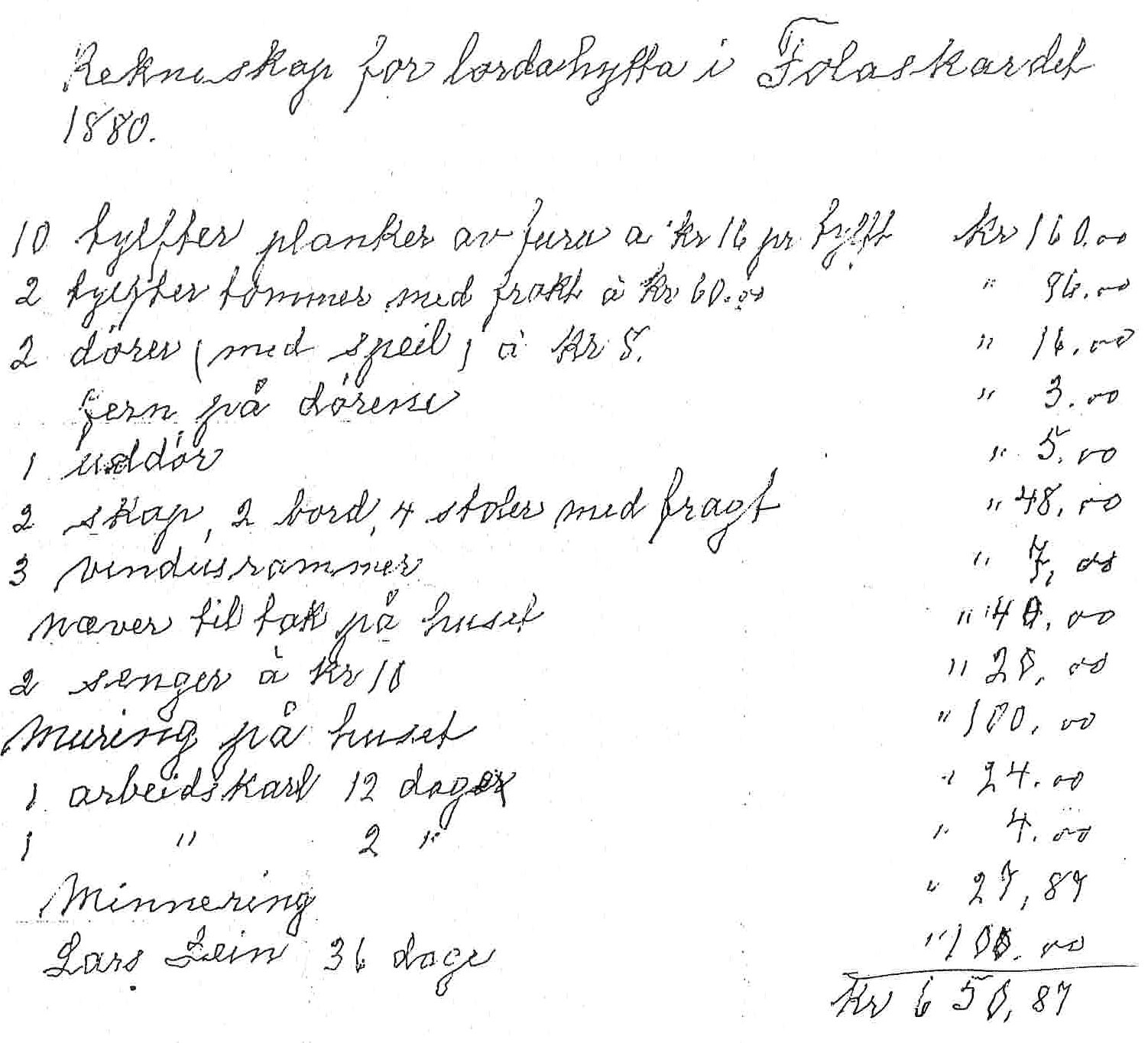
Rechnung vom Bau der Lordehytta

Die Hütte befindet sich in 1620 moh., am Ufer eines kleinen Sees auf dem Hallingskarvet-Massiv, knapp einen Kilometer östlich des Folarskardnuten. Sie ist nur per Fuß über einen Wanderweg z. B. vom Ufer des Strandavatnet durch das Raggsteindalen in 7–8 Stunden erreichbar, oder in gut 3 Stunden von Haugastøl aus.

## Geschichte
Die Hütte wurde um 1880 im Auftrag von Charles John Spencer George Canning, III. Baron von Garvagh errichtet. Canning war zu diesem Zeitpunkt dabei, ein Buch über norwegische Berge zu schreiben und kannte die Gegend, da sein Vater seit den 1860er Jahren dort öfters auf Rentierjagd ging.
Die Hütte wurde als ein langgezogener Steinbau mit niedrigen Wänden errichtet und enthält zwei Räume: Einen Vorraum der als Lagerraum für Brennholz, Verpflegung und die Wanderausrüstung dient, und einen dahinterliegenden Wohnraum mit Feuerstätte. Sie war die vermutlich erste Berghütte weltweit, die als Ferien- und nicht als Schutzhütte gebaut wurde.
Charles John Spencer George Canning und seinem Vater Charles Henry Spencer George Canning, II. Baron von Garvagh, werden insgesamt die Errichtungen von zehn "Lordehyttas" in Rondane und der Umgebung des Aurlandsfjord zugeschrieben,  von der eine weitere heute noch benutzbar ist.
Die Hütte beim Folarskardnuten wurde vom Norweger Lars Lein (aus Sudndalen) errichtet. Lein war ein erfolgreicher Jäger, den Canning bei seinem ersten Jagdurlaub in der Region kennengelernt hatte. Canning erwies sich beim Bau als exzentrisch und ordnete unter anderem an, dass das Holz zum Bauplatz getragen, und dort nicht mehr bearbeitet werden sollte.
Die Lordehytta wurde 1990 vollständig renoviert und wird seitdem regelmäßig gewartet. Die Benutzung der Hütte sowie deren vorhandene Vorräte (insbesondere der Brennholzvorrat) ist für jeden einkehrenden Wanderer kostenlos, wobei Spenden erwünscht werden.

## Touren von der Lordehytta / Gipfelbesteigungen
Hauptziel von der Lordehytta aus ist der Folarskardnuten im Westen. Markierte Wanderwege gibt es kaum, wobei die Routen und möglichen Gipfelbesteigungen im Hallingskarvet-Massiv allesamt nicht sehr anspruchsvoll sind.